# جذر متوسط مربع

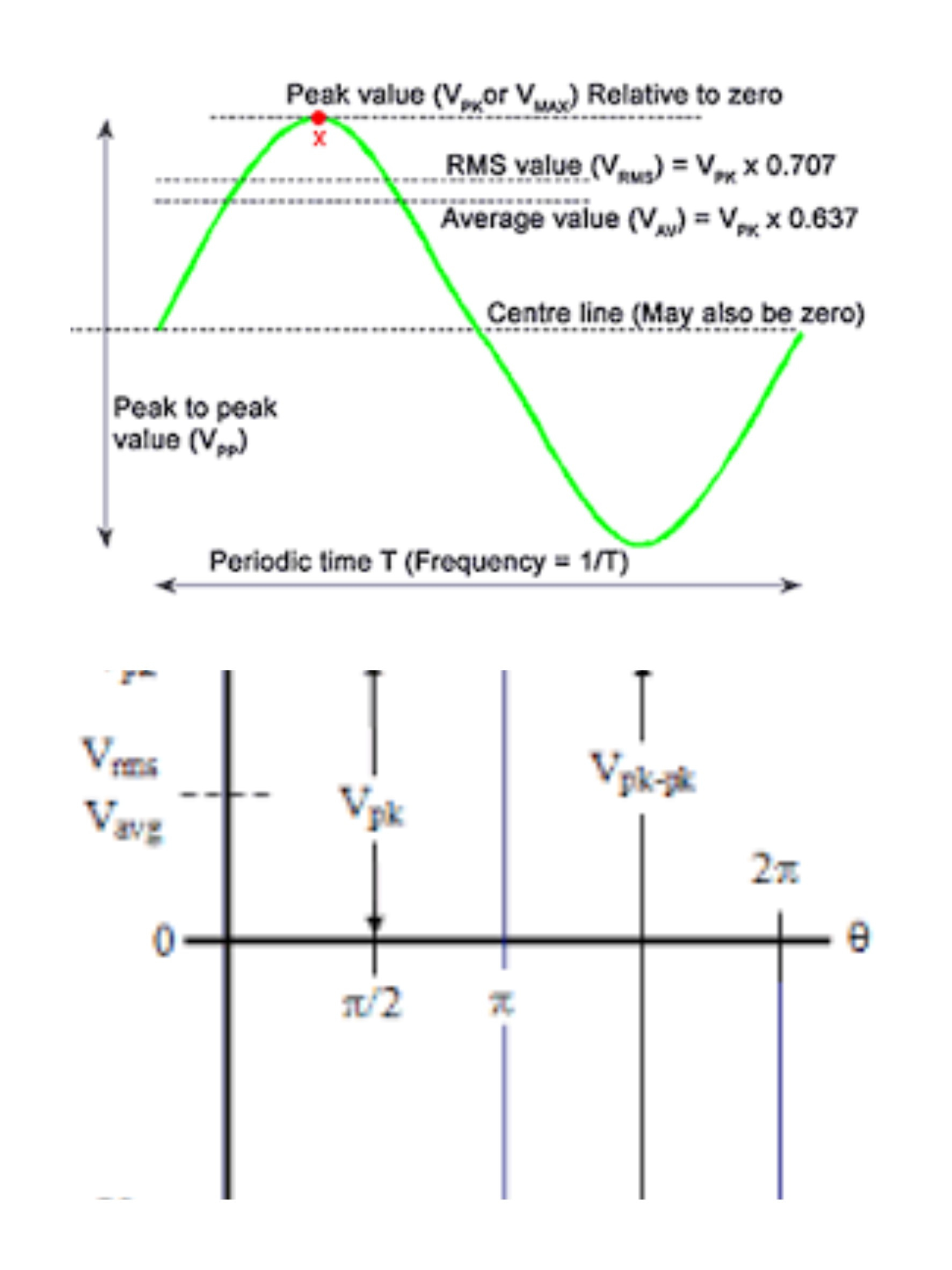

في الرياضيات، الجذر المتوسط المربع (بالإنجليزية: Root mean square)‏ (يختصر rms)، والمعروف أيضا بالمتوسط من الدرجة الثانية، هو قياس إحصائي لقيم الكميات المتفاوتة. فإنه يكون مفيدا بشكل خاص عندما تتنوع القيم إلى موجبة وسالبة. على سبيل المثال، في حسابات منحنى الجيب. ويمكن أن يحسب لسلسلة من القيم المنفصلة أو لدالة متغيرة مستمرة. الاسم يأتي من حقيقة أنه هو الجذر التربيعي لمتوسط القيم المربعة. بل هو حالة خاصة من «المتوسط» مرفوع إلى القوة 2 (أي مرفوع للأس 2).

## تعريفات
جذر متوسط المربع لمجموعة قيم {\displaystyle n} مثل {\displaystyle \{x_{1},x_{2},\dots ,x_{n}\}} هو:
{\displaystyle x_{\mathrm {rms} }={\sqrt {{1 \over n}\sum _{i=1}^{n}{x_{i}}^{2}}}={\sqrt {{{x_{1}}^{2}+{x_{2}}^{2}+\cdots +{x_{n}}^{2}} \over n}}.}
الصيغة المطابقة لدالة مستمرة {\displaystyle f(t)} المُعرفة في الفترة {\displaystyle T_{1}\leq t\leq T_{2}} هي:
{\displaystyle f_{\mathrm {rms} }={\sqrt {{1 \over {T_{2}-T_{1}}}{\int _{T_{1}}^{T_{2}}{[f(t)]}^{2}\,dt}}},}
و جذر متوسط المربع للدالة بالنسبة الوقت الكلي -over all time-
{\displaystyle f_{\mathrm {rms} }=\lim _{T\rightarrow \infty }{\sqrt {{1 \over {2T}}{\int _{-T}^{T}{[f(t)]}^{2}\,dt}}}.}
جذر متوسط المربع RMS، على كل الوقت للدالة الدورية يساوي جذر متوسط المربع لفترة واحدة –دورة period - من الدالة. إن قيمة RMS من الدالة المستمرة أو الإشارة يمكن حسابها تقريبيا عن طريق إيجادRMS لسلسلة من الفترات المتساوية. بالإضافة إلى ذلك، يمكن إيجاد قيمة RMS لمجموعة من الأطوال الموجية المختلفة بدون حساب التفاضل والتكامل، كما يتضح من كارترايت Cartwright

## جذر متوسط المربع الشائع لأشكال الموجة
| شكل الموجة | المعادلة | جذر متوسط المربع                       |
| --- | --- | -------------------------------------- |
| موجة جيبية | {\displaystyle y=a\sin(2\pi ft)\,}                                                                                          | {\displaystyle {\frac {a}{\sqrt {2}}}} |
| موجة تربيعية | {\displaystyle y={\begin{cases}a&((ft)\%1)<0.5\\-a&((ft)\%1)>0.5\end{cases}}}                                               | {\displaystyle a\,}                    |
| موجة تربيعية معدلة | {\displaystyle y={\begin{cases}0&((ft)\%1)<0.25\\a&0.25<((ft)\%1)<0.5\\0&0.5<((ft)\%1)<0.75\\-a&((ft)\%1)>0.75\end{cases}}} | {\displaystyle {\frac {a}{\sqrt {2}}}} |
| موجة أشرية | {\displaystyle y=0.5-2a((ft)\%1)\,}                                                                                         | {\displaystyle a \over {\sqrt {3}}}    |
| ملاحظات: t الزمن f التردد a الذروة (القيمة العظمى) c % d عملية البقية-الباقي من القسمة (قسمة الحد الأدنى floored division) | |                                        |

## الاستخدامات
قيمة جذر متوسط المربع للدالة كثيرا ما يستخدم في الفيزياء والهندسة الكهربائية.

### متوسط القدرة الكهربائية
إن معرفة القدرة {\displaystyle P}، التي تتبدد بواسطة المقاومة الكهربائية{\displaystyle R}، هي أمر مهم بالنسبة للمهندسين في كثير من الأحيان. فمن السهل أن تقوم بالحسابات عندما يكون هناك التيار ثابت {\displaystyle I}، من خلال المقاومة. لحمل من الأوم، فإن القدرة تعرف ببساطة على النحوالتالي:
{\displaystyle P=I^{2}R.\,\!}
ومع ذلك، إذا كان التيار هو دالة متغيرة مع الوقت {\displaystyle I(t)}، يجب أن تشمل هذه الصيغة حقيقة أن التيار (وبالتالي القدرة اللحظية) يتغير بمرور الوقت. إذا كانت الدالة دورية (مثل الأدوات المنزلية ذات التيار المتردد)، إلا أنها لا تزال ذات معنى بالنسبة لمتوسط القدرة الذي يتبدد بمرور الوقت، وهو ما يحسب بأخذ المتوسط الحسابي البسيط للقدرة في كل لحظة موجية –في الموجة- أو مكافئ، مربع التيار. وبذلك يكون
| {\displaystyle P_{\mathrm {avg} }\,\!} | {\displaystyle =\langle I(t)^{2}R\rangle \,\!} (حيث {\displaystyle \langle \ldots \rangle } يرمز إلى متوسط الدالة) |
|                                        | {\displaystyle =R\langle I(t)^{2}\rangle \,\!} (بما أن R لا تتغير مع الوقت فإنه لا يؤخذ بها)                       |
|                                        | {\displaystyle =(I_{\mathrm {RMS} })^{2}R\,\!} (حسب تعريف جذر متوسط المربع)                                        |
لذا، فإن قيمة جذر متوسط المربع {\displaystyle I_{\mathrm {RMS} }}، للدالة {\displaystyle I(t)} هو إشارة ثابتة يمكن أن يعطي نفس متوسط القدرة المبددة.
يمكننا أيضا وبنفس الأسلوب أن نبين الجهد المتغير {\displaystyle V(t)} مع الزمن وقيمة جذر متوسط المربع {\displaystyle V_{\mathrm {RMS} }}
{\displaystyle P_{\mathrm {avg} }={(V_{\mathrm {RMS} })^{2} \over R}.\,\!}
وهذه المعادلة يمكن أن تستخدم في أي موجة دورية، مثل الموجة الجيبية أو الأشرية sawtooth، مما يسمح بحساب القدرة المتوسطة التي تنتقل إلى حمل معين.
بأخذ الجذر التربيعي لكل هذه المعادلات وضرب بعضهم البعض، نحصل على المعادلة
{\displaystyle P_{\mathrm {avg} }=V_{\mathrm {RMS} }I_{\mathrm {RMS} }.\,\!}
كلا الاشتقاقات تعتمد على التناسب بين الجهد والتيار (مثلا الحملR، هو محض مقاوم). الحمل المفاعلي Reactive load (أي الحمل ليس قابلا لتبديد الطاقة وحسب، ولكنه يقوم بتخزينها أيضا).
في حالة الشائعة من التيار المتردد، عندما تكون {\displaystyle I(t)} موجة جيبية، وهذا ينطبق –تقريبا- على القدرة الرئيسية، قيمة جذر متوسط المربع يمكن حسابه بسهولة بواسطة حالة المعادلة المستمرة المذكورة أعلاه. عندما تعرف {\displaystyle I_{\mathrm {p} }} بذروة التيار، ثم:
{\displaystyle I_{\mathrm {RMS} }={\sqrt {{1 \over {T_{2}-T_{1}}}{\int _{T_{1}}^{T_{2}}{(I_{\mathrm {p} }\sin(\omega t)}\,})^{2}dt}}.\,\!}
حيث t هي الوقت وω التردد الزاوي) ω = 2π/T, حيثT هي فترة تذبذب الموجة).
بما أن {\displaystyle I_{\mathrm {p} }} هو ثابت موجب:
{\displaystyle I_{\mathrm {RMS} }=I_{\mathrm {p} }{\sqrt {{1 \over {T_{2}-T_{1}}}{\int _{T_{1}}^{T_{2}}{\sin ^{2}(\omega t)}\,dt}}}.}
باستخدام قائمة المطابقات المثلثية List of trigonometric identities لإزالة تربيع عن الدالة المثلثية:
{\displaystyle I_{\mathrm {RMS} }=I_{\mathrm {p} }{\sqrt {{1 \over {T_{2}-T_{1}}}{\int _{T_{1}}^{T_{2}}{1-\cos(2\omega t) \over 2}\,dt}}}}
{\displaystyle I_{\mathrm {RMS} }=I_{\mathrm {p} }{\sqrt {{1 \over {T_{2}-T_{1}}}\left[{{t \over 2}-{\sin(2\omega t) \over 4\omega }}\right]_{T_{1}}^{T_{2}}}}}
بما أن الفاصل الزمني عبارة عن عدد الدورة الكاملة (حسب تعريف جذر متوسط المربع), ستحذف دالة الجيب sin وتصبح:
{\displaystyle I_{\mathrm {RMS} }=I_{\mathrm {p} }{\sqrt {{1 \over {T_{2}-T_{1}}}\left[{t \over 2}\right]_{T_{1}}^{T_{2}}}}=I_{\mathrm {p} }{\sqrt {{1 \over {T_{2}-T_{1}}}{{T_{2}-T_{1}} \over 2}}}={I_{\mathrm {p} } \over {\sqrt {2}}}.}
تحليل مماثل يؤدي إلى معادلة مشابهة للجهد:
{\displaystyle V_{\mathrm {RMS} }={V_{\mathrm {p} } \over {\sqrt {2}}}.}
حيث {\displaystyle I_{\mathrm {P} }} يمثل ذروة التيار و{\displaystyle V_{\mathrm {P} }} يمثل ذروة الجهد. ويجدر التذكير بأن هذه الحلول هما للموجة الجيبية فقط.
لما لها من فائدة في إجراء حسابات القدرة، وقائمة الجهد للتيار الكهربائي، على سبيل المثال 120 فولت (الولايات المتحدة) أو 230 فولت (أوروبا)، هي دائما تقريبا ضمن قيم جذرمتوسط المربع، وليس قيم الذروة. ذروة القيم التي يمكن أن تحسب من قيم جذر متوسط المربع من الصيغة أعلاه، مما يعني ضمنا p = VRMS × √2، على افتراض أن المصدر هو محض موجة جيبية. وبالتالي ذروة قيمة الجهد الرئيسي في الولايات المتحدة الأمريكية يقدر بحوالي 120 × √2، أو حوالى 170 فولت. جهد ذروة إلى ذروة، يساوي الضعف حوالي 340 فولت. عملية حسابية مماثلة تشير إلى أن جهد ذروة إلى ذروة العملي في أوروبا هو نحو 650 فولت.
ومن الممكن أيضا حساب القدرة لجذر متوسط المربع للإشارة. قياسا على جذرمتوسط المربع للجهد، وجذر متوسط المربع للتيار. فإن جذر متوسط لمربع للقدرة هو الجذر التربيعي لمتوسط مربع القوة على فترة زمنية معينة. هذه الكمية، التي يمكن التعبيرعنها في وحدات الواط (RMS)، ليس لها أهمية مادية. ومع ذلك، فإن مصطلح «قوة جذرمتوسط المربع RMS power» يستخدم أحيانا في الصناعة السمعية كمرادف ل «قوة التيار» أو «متوسط القوة».

#### مضخم لكفاءة القوة
الكفاءة الكهربائية للمضخم الإلكتروني هي النسبة بين متوسط القوة الناتجة ومتوسط القوة المدخلة. كما تمت مناقشته، إذا الإخراج هو مقاوم، فإن متوسط القوة الناتجة يمكن إيجاده باستخدام قيم جذر متوسط المربع للتيار الناتج وجهد الإشارات voltage signals. ومع ذلك، فإن قيمة المتوسط للتيار ينبغي أن تستخدم لحساب القوة المدخلة. وهكذا، فإن القوة التي تنتقل بواسطة المضخم يغذيها جهد ثابت {\displaystyle V_{CC}} هو:
{\displaystyle P_{\mathrm {input} }(t)=I_{Q}V_{CC}+I_{\mathrm {out} }(t)V_{CC}\,}
حيث {\displaystyle I_{Q}} هو مضخم لتيار التشغيل –تيار العمل الهامد- operating current. من الواضح أن {\displaystyle V_{CC}} ثابت، لذلك فإن متوسط الزمن {\displaystyle P_{\mathrm {input} }} يعتمد على قيمة المتوسط للزمن{\displaystyle I_{\mathrm {out} }}، وليس على قيمة جذر متوسط المربع لها. وهذا هو،
{\displaystyle \langle P_{\mathrm {input} }(t)\rangle =I_{Q}V_{CC}+\langle I_{\mathrm {out} }(t)\rangle V_{CC}\,}

### جذر متوسط مربع السرعة
في الفيزياء، جذر متوسط مربع السرعة يعرف بالجذر التربيعي لمتوسط مربع السرعة للجزيئات الغازية. جذر متوسط مربع السرعة للغاز المثالي تحسب باستخدام توزيع ماكسويل-بولتزمان:
{\displaystyle {v_{\mathrm {RMS} }}={\sqrt {3RT \over {M}}}}
حيث {\displaystyle R} ترمز إلى الغاز المثالي (في هذه الحالة جول / (مول * ك) 8.314 J/(mol*K)، {\displaystyle T}
هي درجة الحرارة للغاز (وحدة القياس كالفن)، و{\displaystyle M} هي كتلة جُزيئيغرامية للغاز (وحدة قياس الكتلة كجم) - molar mass-.

## العلاقة بين المتوسط الحسابيوالانحراف المعياري
إذا {\displaystyle {\bar {x}}} هو المتوسط الحسابي و{\displaystyle \sigma _{x}} هو الانحراف المعياري لعدد السكان (المعادلة تختلف عندما يكون{\displaystyle \sigma _{x}} هو العينة) ثم:
{\displaystyle {x_{\mathrm {rms} }}^{2}={\bar {x}}^{2}+{\sigma _{x}}^{2}.}
من هذا يتضح أن قيمة جذر متوسط المربع هي دائما أكبر من أو تساوي المتوسط، علاوة على ذلك، يشمل جذر متوسط المربع «خطأ» / مربع الانحراف كذلك.
- غالبا ما يستخدم علماء الفيزياء مصطلح «جذر متوسط المربع» كمرادف للانحراف المعياري عند الإشارة إلى الجذر التربيعي لمتوسط مربع الانحراف لإشارة من خط قاعدي، أو متوافق. هذا مفيد لمهندسي الكهرباء في حساب «التيار المستمرفقط» جذر متوسط المربع للإشارة.
- الانحراف المعياري هو جذر متوسط المربع للإشارات المتغيرة حول المتوسط، بدلا 0، وتحذف مكونات التيار المتغير، مثلا
- (جذر متوسط المربع RMS(إشارة) = Stdev(إشارة)، إذا كان المتوسط الإشارة هو 0)، Stdev: الانحراف المعياري

## وصلات خارجية
- حاسبة جذر متوسط المربع
- في حالة استخدام التسمية المغلوطة لجذر متوسط المربع عندما تطبق على قوة الصوت
- جذر متوسط المربع والذروة والمتوسط بعض الموجات
- تطبيق جافا لتعليم جذر متوسط المربع